# Детерминистички потисни аутомат
У теорији аутомата, детерминистички потисни аутомат је коначни детерминистички аутомат који у свом раду користи стек.
Израз потисни се односи на операцију уношења података у стек, (енгл. push, потиснути), која додаје податак на врх стека. Термин „детерминистички потисни аутомат“ се у теорији рачунарства односи на
апстрактни математички аутомат који препознаје детерминистичке контекстно-независне језике. 
Детерминистички потисни аутомат је одређена верзија потисног аутомата. Интересантно је да детерминистички потисни аутомати спадају у праву подгрупу потисних аутомата за разлику од детерминистички коначних аутомата и недетерминистички коначних аутомата.

## Дефиниција
Потисни аутомат 'M' се може дефинисати као уређена седморка:
{\displaystyle M=(\Sigma \,,\mathbb {Q} ,\Gamma \,,i\,,Z_{0}\,,K\,,\Delta \,)}
где важи:
- {\displaystyle \Sigma \,}  је коначан скуп улазних знакова(улазна азбука)
- {\displaystyle Q\,}  је азбука стања
- {\displaystyle \Gamma \,}  је азбука потисног списка
- {\displaystyle i\,\in Q\,}  је почетно стање
- {\displaystyle Z_{0}\,\in \Gamma \,} је почетни симбол потисног списка
- {\displaystyle K\,\subseteq Q\times \Gamma ^{*}}, скуп завршних конфигурација
- {\displaystyle \Delta \,\subseteq Q\,\times (\Sigma \,\cup \left\{\epsilon \,\right\})\times \Gamma \,\times Q\times \Gamma ^{*}} је скуп правила прелаза.

Петорка {\displaystyle (q,a,Z,r,\gamma )\in \Delta } се назива правило, а ако је {\displaystyle a=\epsilon \ } онда {\displaystyle \epsilon }-правило.
Конфигурација потисног аутомата М је тројка {\displaystyle (q,\omega ,\gamma )\in Q\times \Sigma ^{*}\times \Gamma ^{*}} 
где је {\displaystyle \omega \ } реч коју ће аутомат прочитати, а {\displaystyle (q,\gamma )} унутрашња конфигурација аутомата (први карактер ниске {\displaystyle \gamma \ } је на врху потисног списка).
M је детерминистички ако задовољава оба следећа услова:
- За свако {\displaystyle q\in Q,a\in \Sigma \cup \left\{\epsilon \right\},x\in \Gamma }, скуп {\displaystyle \Delta (q,a,x)\,} садржи бар један елемент.
- За свако {\displaystyle q\in Q,x\in \Gamma }, ако је {\displaystyle \Delta (q,\epsilon ,x)\not =\emptyset \,}, тада је {\displaystyle \Delta \left(q,a,x\right)=\emptyset } за свако {\displaystyle a\in \Sigma }

Постоје два могућа критеријума за прихватање знакова: прихватање празним потисним списком и прихватање завршним стањем. Ова два критеријума нису једнака за детерминистичке потисне аутомате иако јесу за недетерминистичке потисне аутомате.